# Silnice I/51
Silnice I/51 je česká silnice I. třídy, která spojuje silnici I/55 přes Hodonín se státní hranicí se Slovenskem, kde na ni navazuje slovenská silnice I/51. Celková délka silnice je 3,626 km a je tak třetí nejkratší silnicí první třídy v České republice. Do roku 1997 byla podstatně delší, vedla ještě v trase dnešních silnic I/41 a II/380 (Brno – Čejč – Hodonín).

## Vedení silnice
- křížení s I/55
- křížení s III/05531
- Začátek Hodonína (ul. Velkomoravská)
- křížení s III/05532
- podjezd po železniční tratí
- křížení (kruhový objezd) s II/431 a II/432
- ul. Bratislavská

- most přes Moravu, hraniční přechod na Slovensko

## Modernizace silnice
Roku 2008 byla postavena přeložka silnice v Hodoníně mezi ulicemi Velkomoravskou a Anenskou, přitom byla zbourána velká část zástavby ulice Pančava a vybudována kruhová křižovatka s průjezdní ulicí Dvořákovou. Tím byl dokončen průtah I/51 městem, zjednodušilo se napojení na silnice II/431 a II/432 a zklidnila ulice Sadová (park).
Byla též plánována stavba jihozápadního obchvatu Hodonína, který by převedl téměř celou silnici I/51 na novou trasu. V roce 2022 však byla příprava zastavena, protože se stavba ukázala být ekonomicky neefektivní. Chystá se tedy jen úprava současného průtahu.